# Commelina tricarinata
Commelina tricarinata är en himmelsblomsväxtart som beskrevs av Stanley. Commelina tricarinata ingår i släktet himmelsblommor, och familjen himmelsblomsväxter. Inga underarter finns listade.